# Baldovce
Baldovce (deutsch Eckersdorf oder Baldowitz, ungarisch Baldóc) ist eine Gemeinde im Osten der Slowakei mit 159 Einwohnern (Stand 31. Dezember 2024) und gehört zum Okres Levoča, einem Kreis des Prešovský kraj sowie zur traditionellen Landschaft Zips.

## Geografie
Die Gemeinde befindet sich im Talkessel Hornádska kotlina am rechten Ufer des Baches Kobuliany. Das Ortszentrum liegt auf einer Höhe von 440 m n.m. und ist drei Kilometer von Spišské Podhradie sowie zehn Kilometer von Levoča entfernt.
Auf dem Gemeindegebiet gibt es insgesamt sechs Mineralquellen, von der Zusammensetzung her sehr ähnlich jenen am Sivá Brada wenig nördlich. Überregional bekannt ist das leicht saure Mineralwasser Baldovská.
Nachbargemeinden sind Spišské Podhradie im Norden und Osten und Südosten (Stadtteil Katúň), Hincovce im Süden, Buglovce im Westen und sehr kurz Nemešany im Nordwesten.

## Geschichte
Baldovce wurde zum ersten Mal 1272 als Villa Henrici et Echardi, 1274 nur noch als Villa Heydenrici erwähnt und gehörte zur Herrschaftsgut der nahen Zipser Burg. Der slowakische und ungarische Name ist vom Namen eines Komitatsgrafen im 13. Jahrhundert, der Bald hieß, abgeleitet und in dieser Form im Namen Baldfalva (1344) erstmals anzutreffen. Im 18. Jahrhundert gab es hier eine Glashütte. 1787 zählte man 11 Häuser und 124 Einwohner und 1828 22 Häuser und 174 Einwohner, die in der Landwirtschaft sowie als Besen- und Korbmacher beschäftigt waren.
Bis 1918 gehörte der im Komitat Zips liegende Ort zum Königreich Ungarn und kam danach zur Tschechoslowakei beziehungsweise heute Slowakei.

## Bevölkerung
| Jahr                | 1994 | 2004    | 2014    | 2024     |
| ------------------- | ---- | ------- | ------- | -------- |
| Anzahl der Personen | 213  | 198     | 182     | 159      |
| Unterschied         |      | −7,04 % | −8,08 % | −12,63 % |

| Jahr                | 2023 | 2024    |
| ------------------- | ---- | ------- |
| Anzahl der Personen | 168  | 159     |
| Unterschied         |      | −5,35 % |

Gemäß der Volkszählung 2011 wohnten in Baldovce 179 Einwohner, davon 177 Slowaken. Zwei Einwohner machten keine Angabe. 165 Einwohner bekannten sich zur römisch-katholischen Kirche, zwei Einwohner zur griechisch-katholischen Kirche und ein Einwohner zur evangelischen Kirche A. B. Sechs Einwohner waren konfessionslos und bei fünf Einwohnern wurde die Konfession nicht ermittelt.

## Bauwerke
- römisch-katholische Annakirche aus dem Jahr 1761